# Донецький академічний державний театр опери та балету імені Анатолія Солов'яненка
Донецький академічний державний театр опери та балету імені Анатолія Солов'яненка — один з наймолодших вітчизняних музичних театрів.

## Історія
Створений в 1932 році у місті Луганську на базі пересувного оперного театру Правобережної України. Будівництво нового театру в місті Сталіно (зараз місто Донецьк), було пов'язане з генеральною реконструкцією міста. 12 квітня 1941 року Донецький російський музичний театр відкрив свій сезон в м. Донецьку в новій театральній будівлі, спорудженій за проєктом Л. Котовського, прем'єрою опери М. Глінки «Іван Сусанін».
Під час Німецько-радянської війни колектив театру був евакуйований до Киргизстану, де проводив концертну діяльність і працював над створенням нових вистав. В кінці січня 1944 року театр реевакуйований в рідне місто, і вже у вересні в театрі відбулася прем'єра опери О. Бородіна «Князь Ігор». У вересні 1947 року Донецький російський музичний театр перейменований в Сталінський державний російський театр опери та балету. В 1970-х режисером був народний артист УРСР Кушаков Євген Іванович. Довголітнім художником театру був Московченко Володимир Петрович. 1982—1993 років головним балетмейстером театру був Володимир Шумейкін.
2 жовтня 1977 року театру було надано звання «академічний».

### Новітня історія
В 1999 році Постановою Кабінету Міністрів України від 9 грудня 1999 року театру надано ім'я А. Б. Солов'яненка. 26 листопада 2009 року Указом Президента України театру бул присвоєно статус національного. 2012 року театр розпочав роботу під брендом «Донбас опера»
Впродовж 20 років театром керував Василь Рябенький. Під його орудою 2012 року на сцені Донецької опери було вперше в Україні поставлено оперу «Летючий Голландець» Р. Вагнера. За цю постановку в 2014 році В. Рябенький, а також диригент-постановник Василь Василенко, режисер-постановник Марія Курочка, хормейстер-постановник Людмила Стрельцова, і артистка Тетяна Плеханова були удостоєні Шевченківської премії.

### Окупація ДНР
Після Захоплення Донецька сепаратистами Донецька опера поступово перейшла під контроль сепаратистів. Після відкриття нового сезону у жовтні 2014 року В. Рябенький помер від серцевого нападу. На його місце призначили режисера Євгена Денисенка, який до того очолював місцевий краєзнавчий музей.
Вже 27 жовтня на сцені Донецької опери дебютував лідер бойовиків О. Захарченко, заспівавши дуетом з Й. Кобзоном пісню «Я люблю тебя жизнь». 7 грудня 2014 значний резонанс викликала допомога Донецькому театру у сумі 1 млн рублів (близько 19 тис. USD), яку надала солістка Великого театру Москви Анна Нетребко. Гроші були вручені особисто Олегу Царьову, за що той подарував співачці прапор ДНР.. У 2015 році театр гастролював на Уралі. У 2018 році саме в приміщенні Донецької опери відбулася «інавгурація» нового ватажка ДНР — Дениса Пушіліна
Зазнала змін і репертуарна політика театру. Так, востаннє твори українських авторів ставились на сцені Донбас-опери у квітні (М. Лисенко) та травні 2014 (М. Скорульський, І. Поклад), пізніше твори українських авторів на сцені Донбас-опери не ставились.

## Архітектура театру

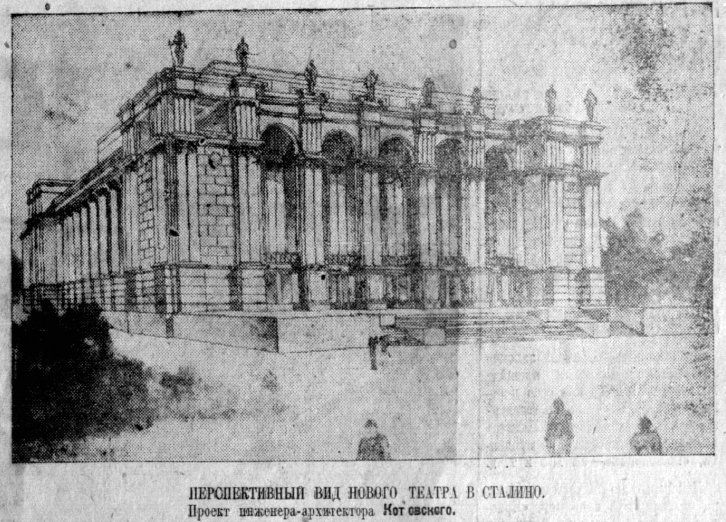
Архітектурний проєкт театру
архітектора Л. І. Котовского

В 1936 році у зв'язку з реконструкцією міста було розпочато будівництво будівлі театру опери та балету, що спочатку було спроєктована під драматичний театр. Головним архітектором будівництва був Людвіг Іванович Котовський, а загальне керівництво будівництвом було призначено Соломону Давидовичу Кролю. Вже під час будівництва було вирішено віддати будівлю театру опери та балету, оскільки у драматичного театру було своє приміщення, після чого до проєкту були внесені відповідні зміни.
Котлован під театр був викопаний лопатами вручну, причому він був глибоким, оскільки був розрахований на підземні гаражі (в цих приміщеннях надалі розташувалися виробничі цехи). Будівництвом керували виконроби Н. А. Мілютін і Г. І. Шипов. На будівництво театру було виділено 6,2 мільйона радянських рублів, але цієї суми не вистачило і кошторисна вартість була збільшена до 9 256 200 рублів. Відкриття планувалося зробити 23 лютого 1941 року до Дня Червоної армії, але до цього терміну не встигли і перенесли відкриття на 12 квітня 1941 року, присвятивши його  Першотравню.
Будівля театру виконана в класичному стилі. Підходи до театру організовані з трьох сторін. Глядацька зала і фоє декоровані ліпними деталями. Спочатку глядацький зал був розрахований на 1300 місць. В даний час — на 976. Над бельетажем і балконами залу для глядачів, а також в окремих нішах фоє встановлені скульптурні бюсти композиторів, поетів, драматургів і декоративні вази.
Театр має механізовану сцену, що складається з основної сцени площею 560 м². Її коло може витримати навантаження до 75 т.
У 2013 р був представлений проєкт капітального ремонту та реставрації будівлі театру вартістю 300 млн гривень.

## Відомі артисти
Оперна трупа
- Галенкін Анатолій Овксентійович (1922—1986) — баритон.
- Гуляєв Юрій Олександрович
- Калікін Геннадій Георгійович
- Колесник Раїса Самсонівна
- Коробейченко Олександр Миколайович
- Кривченя Олексій Пилипович
- Лагунова Тамара Олексіївна
- Момот Микола Семенович
- Солов'яненко Анатолій Борисович
- Шемчук Людмила Степанівна

Балетна трупа
- Дорофеєва Інна Борисівна
- Писарєв Вадим Якович

В 1932—1938 головним диригентом театру був Єрофєєв Олександр Гаврилович.
В 1948—1968 роках головним режисером театру був Здиховський Олександр Панасович.
У 1963—1964 роках головний диригент — Петро Варивода.

## Галерея
